# واتسواف شاموتووی
واتسواف شاموتووی (لهستانی: Wacław of Szamotuły; ۱ ژانویهٔ ۱۵۲۰ – ۱ ژانویهٔ ۱۵۶۰) آهنگساز اهل لهستان بود. وی به‌عنوان آهنگساز دربار سیگیسموند دوم آگوستوس خدمت کرده‌است.